# Piaozerski
Piaozerski (ruso: Пяозе́рский; carelio: Piäjärvi) es un asentamiento de tipo urbano de la república rusa de Carelia perteneciente al raión de Louji en el norte de la república.
En 2019, la localidad tenía una población de 1635 habitantes.
La localidad fue fundada en 1973 para crear un asentamiento en los alrededores del parque nacional Paanajärvi. Adoptó estatus urbano en 1976.
Se ubica unos 100 km al oeste de la capital distrital Louji, sobre la carretera A136 que lleva a Kuusamo.